# 卡斯泰昂多尔特
卡斯泰昂多尔特（法語：Castets-en-Dorthe，法語發音：[kaste ɑ̃ dɔʁt]）是法国吉伦特省的一个旧市镇，属于朗贡区。该旧市镇总面积8.69平方公里，2009年时的人口为1243人。

## 人口
卡斯泰昂多尔特人口变化图示